# Ludwig Staiger

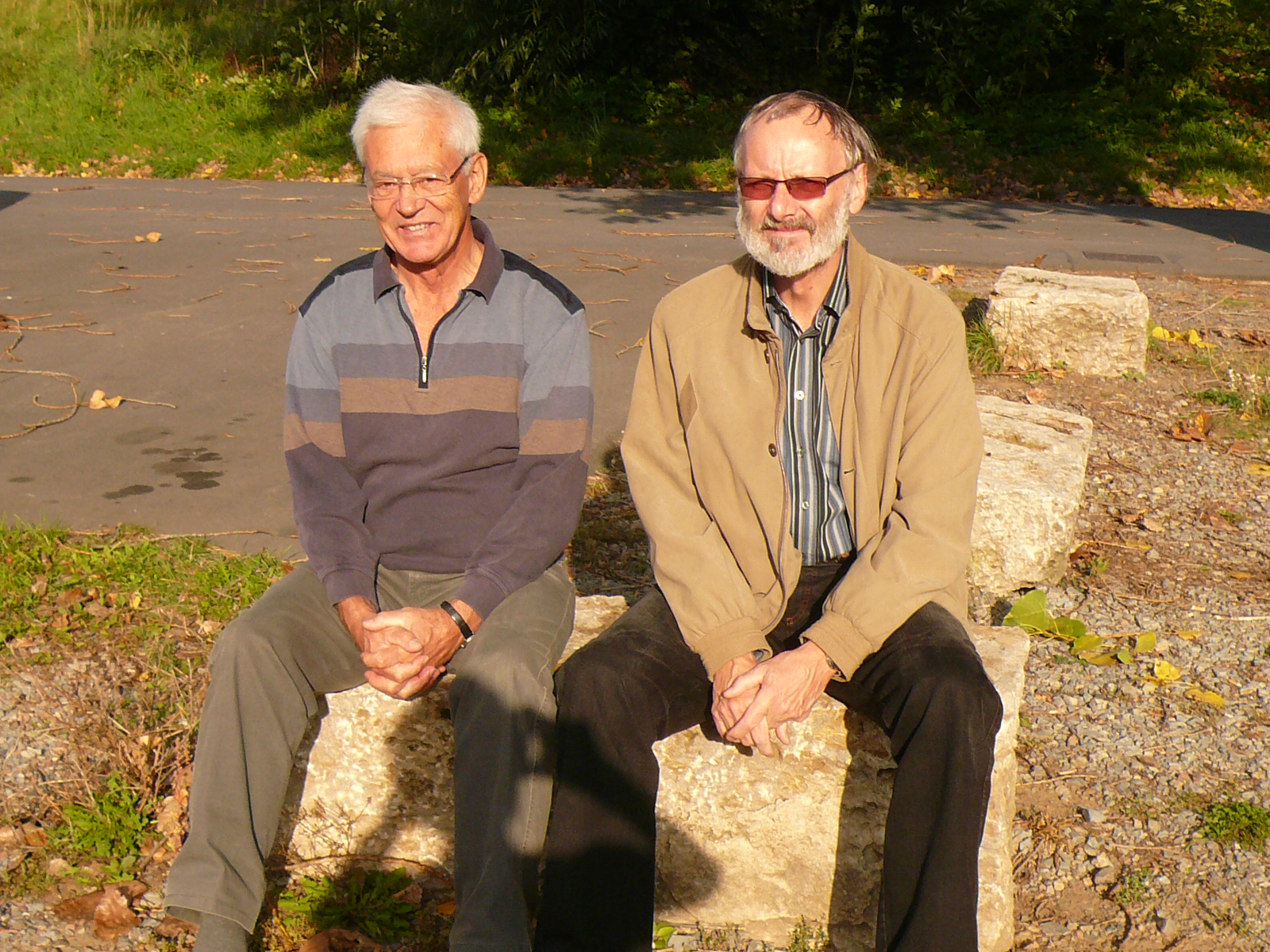
Ludwig Staiger (rechts) mit Gerd Wechsung (links) im Jahr 2012

Ludwig Staiger (* 26. Februar 1948 in Jena) ist ein deutscher Mathematiker und Informatiker und emeritierter Professor an der Martin-Luther-Universität Halle-Wittenberg.

## Karriere
Staiger studierte Mathematik an der Friedrich-Schiller-Universität Jena (Diplom 1970) mit anschließender Promotion 1977 und der Habilitation 1979. Danach war er als Forscher an der Universität Jena, dem  Zentralinstitut für Kybernetik und Informationsprozesse und dem  Karl-Weierstraß-Institut für Mathematik der Akademie der Wissenschaften der DDR in Berlin (Ost) sowie der  Technischen Universität Otto-von-Guericke Magdeburg tätig. Er war Gastprofessor an der RWTH Aachen, den Universitäten  Dortmund,  Siegen,  Cottbus in Deutschland und der  Technischen Universität Wien, Österreich. Er ist Mitglied des Vorstandes der Georg-Cantor-Vereinigung und externer Forscher des Zentrums für Diskrete Mathematik und Theoretische Informatik an der University of Auckland, Neuseeland.
Seit 1995 hatte er dann bis 2013 die Professur für Theoretische Informatik in Halle inne.

## Wissenschaftliche Leistungen
Er hat mit Klaus W. Wagner den Staiger-Wagner-Automaten entwickelt. Staiger ist ein Experte in 
omega-Sprachen, ein Bereich, in dem er mehr als 19 Artikel schrieb, einschließlich des Übersichtartikels zu diesem Thema in der Monographie. Er fand überraschende Anwendungen der omega-Sprachen beim Studium von  Liouville-Zahlen.